# Нювен
Нювен (нід. Nieuwveen) — місто в нідерландській провінції Південна Голландія. Входить до муніципалітету Нюкоп. Його населення станом на 2004 рік складало 3970 осіб.
Раніше мало статус окремого муніципалітету.